# Taiwanische Badmintonmeisterschaft 2000
Die Taiwanische Badmintonmeisterschaft der Saison 1999/2000 war die 45. Auflage der nationalen Titelkämpfe von Taiwan im Badminton. Die Meisterschaft fand Anfang Dezember 1999 statt.

## Titelträger
| Disziplin    | Sieger                         |
| ------------ | ------------------------------ |
| Herreneinzel | Lee Mou-chou                   |
| Dameneinzel  | Huang Chia-chi                 |
| Herrendoppel | Chien Yu-hsun Huang Shih-chung |
| Damendoppel  | Tsai Hui-min Chen Li-chin      |
| Mixed        | Liu En-hung Cheng Wen-hsing    |